# Авангард Америка
«Авангард Америка» (англ. Vanguard America) — американская политическая организация, идеология которой включает идею  превосходства «белой расы» и неонацизм. Организация также является членом «Националистического фронта». Группа привлекла внимание общественности после того, как выяснилось, что Джеймс Алекс Филдс участвовал с ними на марше «Объединённых правых», прежде чем был арестован по обвинению в убийстве. Группа восходит к движению альтернативных правых.
«Авангард Америка» был основан в 2015 году в Калифорнии. Группа была создана и возглавляется Диллоном Хоппером. В 2017 году Хоппер заявил, что в организации состоят более 200 членов. Хоппер, ветеран морской пехоты, служивший в Афганистане, также утверждал, что многие члены были ветеранами, но действующему военнослужащему запрещалось присоединяться к группе до тех пор, пока их контракт не истечет, из соображений их безопасности. Хоппер также заявляет, что отделения организации существуют в Аризоне, Калифорнии, Флориде, Индиане, Луизиане, Мэриленде, Массачусетсе, Нью-Джерси, Орегоне, Пенсильвании, Техасе, Вирджинии и Вашингтоне. В июле 2017 года также был создан женский дивизион.
Группа участвовала в марше «Объединённых правых» в августе 2017 года. Джеймс Алекс Филдс, который позже совершил убийство протестующего и ранение 19 человек в результате наезда с использованием автомобиля, был замечен марширующим с этой группой. Позднее руководство группы заявило, что он не является членом группы. Группа приняла участие в митинге «White Lives Matter» («Жизни белых важны») в октябре 2017 года.
Группа поддерживает правую националистическую концепцию крови и почвы. Участники расклеивали расистские и антисемитские листовки в разных городах. 18 декабря 2017 года аккаунт группы в Twitter был заблокирован.
От «Авангарда Америка» откололись две конкурирующие группы: более популярный «Патриотический фронт», основанный в августе 2017 года, и «Национал-социалистический легион», основанный в январе 2018 года.